# Chika Sakamoto
Chika Sakamoto (坂本 千夏 Sakamoto Chika?) es una seiyu nacida el 17 de agosto de 1959, que proviene de la ciudad de Tokio. Su nombre real es Chika  Ishihara (石原 千夏 Ishihara Chika?) y trabaja actualmente para Arts Vision.

## Roles interpretados

### Televisión
- Fresh Pretty Cure!: Omocha no kuni wa himitsu ga ippai! (Toymajin (oso))
- HeartCatch PreCure! (Kaoruko Hanasaki/Cure Flower)
- Baby and Me (Minoru Enoki)
- Ashita no Nadja (Jean)
- Legend of the Mystical Ninja (Sasuke)
- Angela Anaconda (Johnny Abatti)
- Soreike! Anpanman (Tendonman)
- Fighting Foodons (Zen Makunouchi)
- Mobile Suit Gundam ZZ (Shinta)
- Mobile Suit Zeta Gundam (Shinta)
- Kimagure Orange Road (Kazuya Kasuga)
- Cat's Eye (Ai Kisugi)
- Captain Tsubasa (Sanae Nakazawa)
- Crush Gear Turbo (Jin Kyōsuke)
- Ape Escape (Specter, Kūta, reportero)
- City Hunter (Horikoshi (desde el episodio 16 al 39))
- Shaman King (Aren)
- Kimba the White Lion (Maiyā)
- Juuni Senshi Bakuretsu Eto Ranger (Bakumaru)
- Machine Robo Rescue (Ricky)
- Princess Sarah (Peter)
- Darker than Black (Misuzu Ōyama)
- Chūka Ichiban (Shirō)
- The Super Dimension Century Orguss (Rīa)
- Digital Monster X-Evolution (WarGreymon X)
- Digimon Adventure (Agumon, Natsuko Takaishi)
- Digimon Xros Wars (Shoutmon)
- Demashita! Powerpuff Girls Z (Puyo)
- Nineseries (Yukimi Yasuda)
- High School! Kimengumi (Hisako Otonari)
- Sailor Moon Sailor Stars (Yaten Kou/Sailor Star Healer)
- Norakuro-Kun (Norakuro)
- Fushigi Yūgi (Nuriko)
- Tensai Bakabon (Hajime)
- Pecola (Tsunekichi)
- Pokémon (Obaba)
- Magical Idol Pastel Yumi (Kenta Misawa)
- Miracle Giants Dome-kun (Dome Shinjo)
- Muka Muka Paradise (Muka Muka)
- ¡Mucha Lucha! (La Pulga)
- Rugrats (Angelica)
- Case Closed (Takumi Hashiratani (episodio 462)
- Maison Ikkoku (Kentarō Ichinose)
- Mirmo! (Chikku)
- Urusei Yatsura (Ginger)

### OVA
- Here is Greenwood (Shun Kisaragi)

Fushigi Yuugi OVA 1 (Nuriko)
Fushigi Yuugi Eikouden (Nuriko)

### Cine
- Nausicaä del Valle del Viento (niño)
- Night on the Galactic Railroad (Campanella)
- Disney productions (Hugo, Paco y Luis)
- Mi vecino Totoro (Mei Kusakabe)

### Videojuegos
- Arc the Lad (Poco)
- Grandia (Milda)
- Ape Escape (series) (Specter)
- Shenmue (Keika)
- Super Robot Wars series (Kappei Jin)

### Doblaje
- Los Goonies (Gordi- Lawrence Cohen) ("Chunk" en inglés)
- Harry Potter y la Cámara Secreta (Moaning Myrtle)
- Full House (D.J. Tanner)